# طوماش رادا
طوماش رادا (بالتشيكية: Tomáš Rada)‏ هو لاعب كرة قدم تشيكي في مركز الدفاع، ولد في 28 سبتمبر 1983 في براغ في التشيك. لعب مع سبارتا براغ وسيفاسبور وفيكتوريا بلزن ونادي كلادنو.

## وصلات خارجية
- طوماش رادا على موقع الاتحاد التشيكي (الإنجليزية)
- طوماش رادا على موقع اتحاد تركيا (لاعب) (الإنجليزية)
- طوماش رادا على موقع قاعدة بيانات كرة القدم.إي يو (الإنجليزية)
- طوماش رادا على موقع Soccerway.com (الإنجليزية)
- طوماش رادا على موقع عالم كرة القدم.نت (الإنجليزية)